# Quintus Caecilius Metellus Balearicus
Quintus Caecilius Metellus Balearicus (ca. 170 v.Chr. - ?) was een zoon van Quintus Caecilius Metellus Macedonicus.
Hij was waarschijnlijk als aedilis verantwoordelijk voor de aankoop van graan in Thessalië en ten laatste in 126 v.Chr. praetor. In 123 v.Chr. werd hij als consul verkozen. Het jaar daarop zou hij als proconsul over Sardinia worden aangesteld, met als opdracht om de zeerovers op de Balearen te onderwerpen en de eilanden te veroveren. Hij had hiervoor twee jaren nodig en zou hiermee zijn agnomen Balearicus en een triumphus verdienen. Hij zou ook Palma de Mallorca als een colonia van 3000 Romeinen en Iberiërs stichten. In 120 v.Chr. werd hij - zijn recente overwinning indachtig - tot censor benoemd.
Hij was de vader van:
- Quintus Caecilius Metellus Nepos
- Caecilia Metella Balearica maior

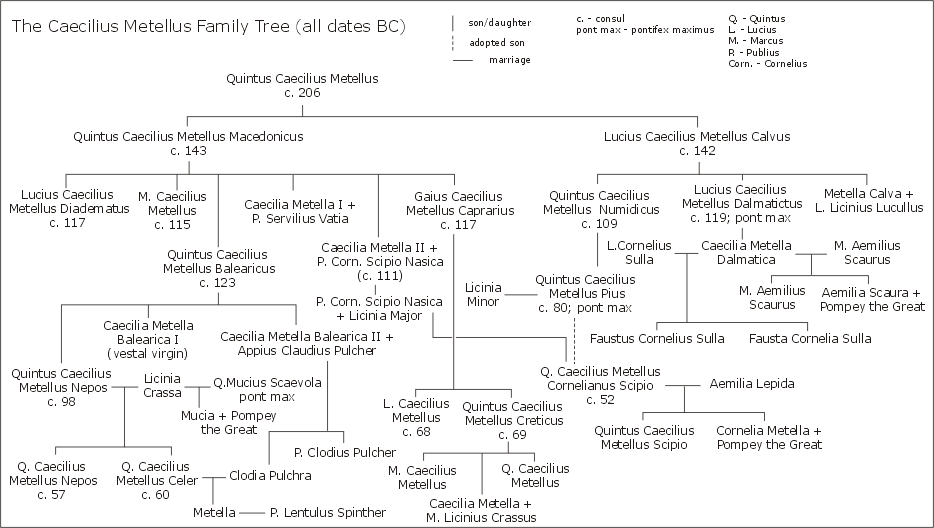
Stamboom van de gens Caecilia

- Caecilia Metella Balearica minor, de vrouw van Claudius Appius Pulcher

## Referentie
- K-L. Elvers, art. Caecilius [I 19], in NP 2 (1997), col. 887.